# Championnat d'Afrique féminin de basket-ball 2021
Navigation
Sénégal 2019 Rwanda 2023
Le championnat d'Afrique féminin de basket-ball 2021, ou FIBA Women's AfroBasket 2021, est la 25e édition du championnat d'Afrique féminin de basket-ball, organisé par la FIBA Afrique. 
Le tournoi a lieu du 18 au 26 septembre 2021 à Yaoundé au Cameroun. Le pays accueille cette compétition pour la deuxième fois après l'édition 2015.
Le Nigeria est sacrée championne d'Afrique pour la troisième fois consécutive et pour la cinquième fois de son histoire en s'imposant en finale contre le Mali. Le Cameroun termine à la troisième place.

## Organisation

### Sélection du pays hôte
FIBA Afrique officialise le choix du Cameroun comme pays hôte en mai 2021.

### Salles
Les matchs sont organisés au Palais polyvalent des sports de Yaoundé, une salle de 5 200 places ouverte en 2009.

## Participants

### Équipes qualifiées
| Équipe        | Dernière participation | Meilleure performance                                                        |
| ------------- | ---------------------- | ---------------------------------------------------------------------------- |
| Angola        | 2019                   | Champion (2011 et 2013)                                                      |
| Cameroun      | 2019                   | 2e (2015)                                                                    |
| Cap-Vert      | 2019                   | 7e (2005)                                                                    |
| Côte d'Ivoire | 2019                   | 4e (1977 et 2009)                                                            |
| Égypte        | 2019                   | Champion (1966 et 1968)                                                      |
| Guinée        | 2017                   | 2e (1966)                                                                    |
| Kenya         | 2019                   | 2e (1993)                                                                    |
| Mali          | 2019                   | Champion (2017)                                                              |
| Mozambique    | 2019                   | 2e (1986, 2003 et 2013)                                                      |
| Nigeria       | 2019                   | Champion (2003, 2005, 2017 et 2019)                                          |
| Sénégal       | 2019                   | Champion (1974, 1977, 1979, 1981, 1984, 1990, 1993, 1997, 2000,2009 et 2015) |
| Tunisie       | 2019                   | 2e (1974 et 2000)                                                            |

Le Gabon était originellement qualifié pour cette compétition, avant que le ministre gabonais des Sports Franck Nguema demande à la Fédération gabonaise de se retirer du Championnat d'Afrique compte tenu des « résultats catastrophiques et humiliants pour le Gabon » obtenus lors des championnats d'Afrique des moins de 16 ans masculins et féminins, invoquant une « reconsidération des conditions de participation des équipes nationales du Gabon aux compétitions internationales en cette période marquée par la crise sanitaire de Covid-19 qui a un double impact : sportif puisqu’il n’y a pas de compétitions nationales depuis deux ans d’une part, et économique lourd sur les finances publiques d’autre part ». Les Gabonaises sont remplacées par les Guinéennes.

## Compétition

### Phase de groupes
Dans la première phase du tournoi, les douze équipes sont réparties en quatre groupes de trois. Chaque équipe rencontre les deux adversaires de son groupe.
Légende des classements
- Qualifié pour les quarts de finale
- Repêché en barrages de qualifications pour les quarts de finale

#### Groupe A
| Rang | Équipe   | Pts | J | G | P | Pp  | Pc  | Diff |  | Résultats |  |        |        |
| ---- | -------- | --- | - | - | - | --- | --- | ---- |  | --------- |  | ------ | ------ |
| 1    | Cameroun | 4   | 2 | 2 | 0 | 145 | 90  | 55   |  | Cameroun  |  | 74- 50 | 71- 40 |
| 2    | Kenya    | 3   | 2 | 1 | 1 | 111 | 132 | -21  |  | Kenya     |  |        | 61- 58 |
| 3    | Cap-Vert | 2   | 2 | 0 | 2 | 98  | 132 | -34  |  | Cap-Vert  |  |        |        |

| 18 septembre 2021 17 h 00 UTC+1 | Rapport | Cameroun                                         | 74-50 | Kenya |  | Palais des sports de Yaoundé, Yaoundé |
| 18 septembre 2021 17 h 00 UTC+1 | Rapport | Score par quart-temps : 21-17, 18-16, 26-6, 9-11 |       |       |  | Palais des sports de Yaoundé, Yaoundé |

| 19 septembre 2021 20 h 00 UTC+1 | Rapport | Kenya                                                      | 61-58 | Cap-Vert |  | Palais des sports de Yaoundé, Yaoundé |
| 19 septembre 2021 20 h 00 UTC+1 | Rapport | Score par quart-temps : 16 - 12, 12 - 21, 15 - 13, 18 - 12 |       |          |  | Palais des sports de Yaoundé, Yaoundé |

| 20 septembre 2021 17 h 00 UTC+1 | Rapport | Cap-Vert                                         | 40-71 | Cameroun |  | Palais des sports de Yaoundé, Yaoundé |
| 20 septembre 2021 17 h 00 UTC+1 | Rapport | Score par quart-temps : 19-15, 6-15, 13-16, 2-25 |       |          |  | Palais des sports de Yaoundé, Yaoundé |

#### Groupe B
| Rang | Équipe     | Pts | J | G | P | Pp  | Pc  | Diff |  | Résultats  |  |        |        |
| ---- | ---------- | --- | - | - | - | --- | --- | ---- |  | ---------- |  | ------ | ------ |
| 1    | Nigeria    | 4   | 2 | 2 | 0 | 152 | 115 | 37   |  | Nigeria    |  | 85- 65 | 67- 50 |
| 2    | Angola     | 3   | 2 | 1 | 1 | 135 | 146 | -11  |  | Angola     |  |        | 70- 61 |
| 3    | Mozambique | 2   | 2 | 0 | 2 | 111 | 137 | -26  |  | Mozambique |  |        |        |

| 18 septembre 2021 20 h 00 UTC+1 | Rapport | Nigeria                                          | 67-50 | Mozambique |  | Palais des sports de Yaoundé, Yaoundé |
| 18 septembre 2021 20 h 00 UTC+1 | Rapport | Score par quart-temps : 11-12, 18-21, 24-9, 14-8 |       |            |  | Palais des sports de Yaoundé, Yaoundé |

| 19 septembre 2021 17 h 00 UTC+1 | Rapport | Mozambique                                         | 61-70 | Angola |  | Palais des sports de Yaoundé, Yaoundé |
| 19 septembre 2021 17 h 00 UTC+1 | Rapport | Score par quart-temps : 14-25, 14-14, 11-14, 22-17 |       |        |  | Palais des sports de Yaoundé, Yaoundé |

| 20 septembre 2021 20 h 00 UTC+1 | Rapport | Angola                                             | 65-85 | Nigeria |  | Palais des sports de Yaoundé, Yaoundé |
| 20 septembre 2021 20 h 00 UTC+1 | Rapport | Score par quart-temps : 18-31, 10-21, 19-15, 18-18 |       |         |  | Palais des sports de Yaoundé, Yaoundé |

#### Groupe C
| Rang | Équipe  | Pts | J | G | P | Pp  | Pc  | Diff |  | Résultats |  |        |         |
| ---- | ------- | --- | - | - | - | --- | --- | ---- |  | --------- |  | ------ | ------- |
| 1    | Sénégal | 4   | 2 | 2 | 0 | 178 | 94  | 84   |  | Sénégal   |  | 78- 63 | 100- 31 |
| 2    | Égypte  | 3   | 2 | 1 | 1 | 165 | 136 | 29   |  | Égypte    |  |        | 102- 58 |
| 3    | Guinée  | 2   | 2 | 0 | 2 | 89  | 202 | -113 |  | Guinée    |  |        |         |

| 18 septembre 2021 11 h 00 UTC+1 | Rapport | Sénégal                                         | 100-31 | Guinée |  | Palais des sports de Yaoundé, Yaoundé |
| 18 septembre 2021 11 h 00 UTC+1 | Rapport | Score par quart-temps : 25-10, 23-9, 23-8, 29-4 |        |        |  | Palais des sports de Yaoundé, Yaoundé |

| 19 septembre 2021 11 h 00 UTC+1 | Rapport | Guinée                                            | 58-102 | Égypte |  | Palais des sports de Yaoundé, Yaoundé |
| 19 septembre 2021 11 h 00 UTC+1 | Rapport | Score par quart-temps : 18-20, 19-25, 9-33, 12-24 |        |        |  | Palais des sports de Yaoundé, Yaoundé |

| 20 septembre 2021 14 h 00 UTC+1 | Rapport | Égypte                                             | 63-78 | Sénégal |  | Palais des sports de Yaoundé, Yaoundé |
| 20 septembre 2021 14 h 00 UTC+1 | Rapport | Score par quart-temps : 15-21, 10-18, 19-18, 19-21 |       |         |  | Palais des sports de Yaoundé, Yaoundé |

#### Groupe D
| Rang | Équipe        | Pts | J | G | P | Pp  | Pc  | Diff |  | Résultats     |  |        |         |
| ---- | ------------- | --- | - | - | - | --- | --- | ---- |  | ------------- |  | ------ | ------- |
| 1    | Mali          | 4   | 2 | 2 | 0 | 177 | 102 | 75   |  | Mali          |  | 76- 63 | 101- 39 |
| 2    | Côte d'Ivoire | 3   | 2 | 1 | 1 | 132 | 125 | 7    |  | Côte d'Ivoire |  |        | 69- 49  |
| 3    | Tunisie       | 2   | 2 | 0 | 2 | 88  | 170 | -82  |  | Tunisie       |  |        |         |

| 18 septembre 2021 14 h 00 UTC+1 | Rapport | Mali                                              | 101-39 | Tunisie |  | Palais des sports de Yaoundé, Yaoundé |
| 18 septembre 2021 14 h 00 UTC+1 | Rapport | Score par quart-temps : 29-10, 24-10, 23-10, 25-9 |        |         |  | Palais des sports de Yaoundé, Yaoundé |

| 19 septembre 2021 14 h 00 UTC+1 | Rapport | Tunisie                                           | 49-69 | Côte d'Ivoire |  | Palais des sports de Yaoundé, Yaoundé |
| 19 septembre 2021 14 h 00 UTC+1 | Rapport | Score par quart-temps : 11-13, 13-22, 9-18, 16-16 |       |               |  | Palais des sports de Yaoundé, Yaoundé |

| 20 septembre 2021 11 h 00 UTC+1 | Rapport | Côte d'Ivoire                                     | 63-76 | Mali |  | Palais des sports de Yaoundé, Yaoundé |
| 20 septembre 2021 11 h 00 UTC+1 | Rapport | Score par quart-temps : 20-24, 17-12, 17-15, 9-25 |       |      |  | Palais des sports de Yaoundé, Yaoundé |

### Phase finale
|  | Barrages      | Barrages      | Barrages      | Barrages      |              |          | Quarts de finale | Quarts de finale | Quarts de finale | Quarts de finale |                 |                 | Demi-finales | Demi-finales | Demi-finales | Demi-finales |  |  | Finale       | Finale       | Finale       | Finale       |
|  |               |               |               |               |              |          |                  |                  |                  |                  |                 |                 |              |              |              |              |  |  |              |              |              |              |
|  | 22 septembre  | 22 septembre  | 22 septembre  | 22 septembre  |              |          | 23 septembre     | 23 septembre     | 23 septembre     | 23 septembre     |                 |                 | 24 septembre | 24 septembre | 24 septembre | 24 septembre |  |  | 26 septembre | 26 septembre | 26 septembre | 26 septembre |
|  | Égypte        | Égypte        | 85            | 85            |              |          | 23 septembre     | 23 septembre     | 23 septembre     | 23 septembre     |                 |                 | 24 septembre | 24 septembre | 24 septembre | 24 septembre |  |  | 26 septembre | 26 septembre | 26 septembre | 26 septembre |
|  | Égypte        | Égypte        | 85            | 85            |              |          | 23 septembre     | 23 septembre     | 23 septembre     | 23 septembre     |                 |                 | 24 septembre | 24 septembre | 24 septembre | 24 septembre |  |  | 26 septembre | 26 septembre | 26 septembre | 26 septembre |
|  | Tunisie       | Tunisie       | 36            | 36            |              |          | 23 septembre     | 23 septembre     | 23 septembre     | 23 septembre     |                 |                 | 24 septembre | 24 septembre | 24 septembre | 24 septembre |  |  | 26 septembre | 26 septembre | 26 septembre | 26 septembre |
|  | Tunisie       | Tunisie       | 36            | 36            | Cameroun     | Cameroun | 67               | 67               |                  |                  |                 |                 | 24 septembre | 24 septembre | 24 septembre | 24 septembre |  |  | 26 septembre | 26 septembre | 26 septembre | 26 septembre |
|  |               |               |               |               | Cameroun     | Cameroun | 67               | 67               |                  |                  |                 |                 | 24 septembre | 24 septembre | 24 septembre | 24 septembre |  |  | 26 septembre | 26 septembre | 26 septembre | 26 septembre |
|  |               |               | Égypte        | Égypte        | 61           | 61       |                  |                  |                  |                  |                 |                 | 24 septembre | 24 septembre | 24 septembre | 24 septembre |  |  | 26 septembre | 26 septembre | 26 septembre | 26 septembre |
|  |               |               |               |               | 61           | 61       |                  |                  |                  |                  |                 |                 | 24 septembre | 24 septembre | 24 septembre | 24 septembre |  |  | 26 septembre | 26 septembre | 26 septembre | 26 septembre |
|  |               | 23 septembre  |               |               |              |          |                  |                  |                  |                  |                 |                 | 24 septembre | 24 septembre | 24 septembre | 24 septembre |  |  | 26 septembre | 26 septembre | 26 septembre | 26 septembre |
|  |               |               |               |               |              |          |                  |                  |                  |                  |                 |                 | 24 septembre | 24 septembre | 24 septembre | 24 septembre |  |  | 26 septembre | 26 septembre | 26 septembre | 26 septembre |
|  | Cameroun      | Cameroun      | 51            | 51            |              |          |                  |                  |                  |                  |                 |                 |              |              |              |              |  |  | 26 septembre | 26 septembre | 26 septembre | 26 septembre |
|  | Cameroun      | Cameroun      | 51            | 51            | 22 septembre |          |                  |                  |                  |                  |                 |                 |              |              |              |              |  |  | 26 septembre | 26 septembre | 26 septembre | 26 septembre |
|  |               |               | ' Mali        | ' Mali        | 52           | 52       |                  |                  |                  |                  |                 |                 |              |              |              |              |  |  | 26 septembre | 26 septembre | 26 septembre | 26 septembre |
|  | Angola        | Angola        | ' Mali        | ' Mali        | 52           | 52       | 82               | 82               |                  |                  |                 |                 |              |              |              |              |  |  | 26 septembre | 26 septembre | 26 septembre | 26 septembre |
|  | Angola        | Angola        | 24 septembre  |               |              |          | 82               | 82               |                  |                  |                 |                 |              |              |              |              |  |  | 26 septembre | 26 septembre | 26 septembre | 26 septembre |
|  | Cap-Vert      | Cap-Vert      | 65            | 65            |              |          |                  |                  |                  |                  |                 |                 |              |              |              |              |  |  | 26 septembre | 26 septembre | 26 septembre | 26 septembre |
|  | Cap-Vert      | Cap-Vert      | 65            | 65            | Mali         | Mali     | 74               | 74               |                  |                  |                 |                 |              |              |              |              |  |  | 26 septembre | 26 septembre | 26 septembre | 26 septembre |
|  |               |               |               |               | Mali         | Mali     | 74               | 74               |                  |                  |                 |                 |              |              |              |              |  |  | 26 septembre | 26 septembre | 26 septembre | 26 septembre |
|  |               |               | Angola        | Angola        | 53           | 53       |                  |                  |                  |                  |                 |                 |              |              |              |              |  |  | 26 septembre | 26 septembre | 26 septembre | 26 septembre |
|  |               |               |               |               | 53           | 53       |                  |                  |                  |                  |                 |                 |              |              |              |              |  |  | 26 septembre | 26 septembre | 26 septembre | 26 septembre |
|  |               | 23 septembre  |               |               |              |          |                  |                  |                  |                  |                 |                 |              |              |              |              |  |  | 26 septembre | 26 septembre | 26 septembre | 26 septembre |
|  |               |               |               |               |              |          |                  |                  |                  |                  |                 |                 |              |              |              |              |  |  | 26 septembre | 26 septembre | 26 septembre | 26 septembre |
|  | Mali          | Mali          | 59            | 59            |              |          |                  |                  |                  |                  |                 |                 |              |              |              |              |  |  |              |              |              |              |
|  | Mali          | Mali          | 59            | 59            | 22 septembre |          |                  |                  |                  |                  |                 |                 |              |              |              |              |  |  |              |              |              |              |
|  |               |               | Nigeria       | Nigeria       | 70           | 70       |                  |                  |                  |                  |                 |                 |              |              |              |              |  |  |              |              |              |              |
|  | Côte d'Ivoire | Côte d'Ivoire | Nigeria       | Nigeria       | 70           | 70       | 81               | 81               |                  |                  |                 |                 |              |              |              |              |  |  |              |              |              |              |
|  | Côte d'Ivoire | Côte d'Ivoire |               |               |              |          |                  | 81               |                  |                  |                 |                 |              |              |              |              |  |  |              |              |              |              |
|  | Guinée        | Guinée        | 50            | 50            |              |          |                  |                  |                  |                  |                 |                 |              |              |              |              |  |  |              |              |              |              |
|  | Guinée        | Guinée        | 50            | 50            | Nigeria      | Nigeria  | 72               | 72               |                  |                  |                 |                 |              |              |              |              |  |  |              |              |              |              |
|  |               |               |               |               | Nigeria      | Nigeria  | 72               | 72               |                  |                  |                 |                 |              |              |              |              |  |  |              |              |              |              |
|  |               |               | Côte d'Ivoire | Côte d'Ivoire | 56           | 56       |                  |                  |                  |                  |                 |                 |              |              |              |              |  |  |              |              |              |              |
|  |               |               |               |               | 56           | 56       |                  |                  |                  |                  |                 |                 |              |              |              |              |  |  |              |              |              |              |
|  |               | 23 septembre  |               |               |              |          |                  |                  |                  |                  |                 |                 |              |              |              |              |  |  |              |              |              |              |
|  |               |               |               |               |              |          |                  |                  |                  |                  |                 |                 |              |              |              |              |  |  |              |              |              |              |
|  | Nigeria       | Nigeria       | 73            | 73            |              |          |                  |                  |                  |                  |                 |                 |              |              |              |              |  |  |              |              |              |              |
|  | Nigeria       | Nigeria       | 73            | 73            | 22 septembre |          |                  |                  |                  |                  |                 |                 |              |              |              |              |  |  |              |              |              |              |
|  |               |               | Sénégal       | Sénégal       | 63           | 63       |                  |                  |                  |                  |                 |                 |              |              |              |              |  |  |              |              |              |              |
|  | Kenya         | Kenya         | Sénégal       | Sénégal       | 63           | 63       | 50               | 50               |                  |                  |                 |                 |              |              |              |              |  |  |              |              |              |              |
|  | Kenya         | Kenya         |               |               |              |          |                  | 50               |                  |                  |                 |                 |              |              |              |              |  |  |              |              |              |              |
|  | Mozambique    | Mozambique    | 72            | 72            |              |          |                  |                  |                  |                  |                 |                 |              |              |              |              |  |  |              |              |              |              |
|  | Mozambique    | Mozambique    | 72            | 72            | Sénégal      | Sénégal  | 74               | 74               | Troisième place  | Troisième place  | Troisième place | Troisième place |              |              |              |              |  |  |              |              |              |              |
|  |               |               |               |               | Sénégal      | Sénégal  | 74               | 74               | Troisième place  | Troisième place  | Troisième place | Troisième place |              |              |              |              |  |  |              |              |              |              |
|  |               |               | Mozambique    | Mozambique    | 46           | 46       |                  |                  | 26 septembre     | 26 septembre     | 26 septembre    | 26 septembre    |              |              |              |              |  |  |              |              |              |              |
|  |               |               |               |               | 46           | 46       |                  |                  | 26 septembre     | 26 septembre     | 26 septembre    | 26 septembre    |              |              |              |              |  |  |              |              |              |              |
|  |               |               |               |               |              |          |                  | Cameroun         | Cameroun         | 53               | 53              |                 |              |              |              |              |  |  |              |              |              |              |
|  |               |               |               |               |              |          |                  | Cameroun         | Cameroun         | 53               | 53              |                 |              |              |              |              |  |  |              |              |              |              |
|  | Sénégal       | Sénégal       | 49            | 49            |              |          |                  |                  |                  |                  |                 |                 |              |              |              |              |  |  |              |              |              |              |
|  |               |               |               |               |              |          |                  |                  |                  |                  |                 |                 |              |              |              |              |  |  |              |              |              |              |

|  | Barrages pour la 5e place | Barrages pour la 5e place | Barrages pour la 5e place | Barrages pour la 5e place |                        |        | Match pour la 5e place | Match pour la 5e place | Match pour la 5e place | Match pour la 5e place |
|  |                           |                           |                           |                           |                        |        |                        |                        |                        |                        |
|  | 24 septembre              | 24 septembre              | 24 septembre              | 24 septembre              |                        |        | 25 septembre           | 25 septembre           | 25 septembre           | 25 septembre           |
|  | Égypte                    | Égypte                    | 82                        | 82                        |                        |        | 25 septembre           | 25 septembre           | 25 septembre           | 25 septembre           |
|  | Égypte                    | Égypte                    | 82                        | 82                        |                        |        | 25 septembre           | 25 septembre           | 25 septembre           | 25 septembre           |
|  | Angola                    | Angola                    | 76                        | 76                        |                        |        | 25 septembre           | 25 septembre           | 25 septembre           | 25 septembre           |
|  | Angola                    | Angola                    | 76                        | 76                        | Égypte                 | Égypte | 62                     | 62                     |                        |                        |
|  | 24 septembre              |                           |                           |                           | Égypte                 | Égypte | 62                     | 62                     |                        |                        |
|  |                           |                           | Mozambique                | Mozambique                | 69                     | 69     |                        |                        |                        |                        |
|  | Côte d'Ivoire             | Côte d'Ivoire             | Mozambique                | Mozambique                | 69                     | 69     | 57                     | 57                     |                        |                        |
|  | Côte d'Ivoire             | Côte d'Ivoire             |                           |                           |                        |        |                        | 57                     |                        |                        |
|  | Mozambique                | Mozambique                | 59                        | 59                        |                        |        |                        |                        |                        |                        |
|  | Mozambique                | Mozambique                | 59                        | 59                        | Match pour la 7e place |        |                        |                        |                        |                        |
|  |                           |                           |                           |                           |                        |        |                        |                        |                        |                        |
|  | 25 septembre              |                           |                           |                           |                        |        |                        |                        |                        |                        |
|  | Angola                    | Angola                    | 57                        | 57                        |                        |        |                        |                        |                        |                        |
|  | Angola                    | Angola                    | 57                        | 57                        |                        |        |                        |                        |                        |                        |
|  | Côte d'Ivoire             | Côte d'Ivoire             | 62                        | 62                        |                        |        |                        |                        |                        |                        |
|  | Côte d'Ivoire             | Côte d'Ivoire             | 62                        | 62                        |                        |        |                        |                        |                        |                        |

#### Barrages
| 22 septembre 2021 11 h 00 UTC+1 | Rapport | Kenya                                              | 50-72 | Mozambique |  | Palais des sports de Yaoundé, Yaoundé |
| 22 septembre 2021 11 h 00 UTC+1 | Rapport | Score par quart-temps : 12-24, 11-17, 10-16, 17-15 |       |            |  | Palais des sports de Yaoundé, Yaoundé |

| 22 septembre 2021 14 h 00 UTC+1 | Rapport | Angola                                            | 82-65 | Cap-Vert |  | Palais des sports de Yaoundé, Yaoundé |
| 22 septembre 2021 14 h 00 UTC+1 | Rapport | Score par quart-temps : 28-7, 16-24, 21-18, 17-16 |       |          |  | Palais des sports de Yaoundé, Yaoundé |

| 22 septembre 2021 17 h 00 UTC+1 | Rapport | Égypte                                          | 85-36 | Tunisie |  | Palais des sports de Yaoundé, Yaoundé |
| 22 septembre 2021 17 h 00 UTC+1 | Rapport | Score par quart-temps : 17-6, 20-17, 25-8, 22-5 |       |         |  | Palais des sports de Yaoundé, Yaoundé |

| 22 septembre 2021 20 h 00 UTC+1 | Rapport | Côte d'Ivoire                                      | 81-50 | Guinée |  | Palais des sports de Yaoundé, Yaoundé |
| 22 septembre 2021 20 h 00 UTC+1 | Rapport | Score par quart-temps : 20-10, 22-15, 17-15, 22-10 |       |        |  | Palais des sports de Yaoundé, Yaoundé |

#### Quarts de finale
| 23 septembre 2021 11 h 00 UTC+1 | Rapport | Nigeria                                           | 72-56 | Côte d'Ivoire |  | Palais des sports de Yaoundé, Yaoundé |
| 23 septembre 2021 11 h 00 UTC+1 | Rapport | Score par quart-temps : 24-8, 19-13, 16-14, 13-21 |       |               |  | Palais des sports de Yaoundé, Yaoundé |

| 23 septembre 2021 14 h 00 UTC+1 | Rapport | Sénégal                                          | 74-46 | Mozambique |  | Palais des sports de Yaoundé, Yaoundé |
| 23 septembre 2021 14 h 00 UTC+1 | Rapport | Score par quart-temps : 20-13, 17-9, 24-16, 13-8 |       |            |  | Palais des sports de Yaoundé, Yaoundé |

| 23 septembre 2021 17 h 00 UTC+1 | Rapport | Cameroun                                          | 67-61 | Égypte |  | Palais des sports de Yaoundé, Yaoundé |
| 23 septembre 2021 17 h 00 UTC+1 | Rapport | Score par quart-temps : 20-25, 19-7, 11-14, 17-15 |       |        |  | Palais des sports de Yaoundé, Yaoundé |

| 23 septembre 2021 20 h 00 UTC+1 | Rapport | Mali                                             | 74-53 | Angola |  | Palais des sports de Yaoundé, Yaoundé |
| 23 septembre 2021 20 h 00 UTC+1 | Rapport | Score par quart-temps : 20-7, 26-14, 18-9, 10-23 |       |        |  | Palais des sports de Yaoundé, Yaoundé |

#### Barrages pour la cinquième place
| 24 septembre 2021 11 h 00 UTC+1 | Rapport | Côte d'Ivoire                                     | 57-59 | Mozambique |  | Palais des sports de Yaoundé, Yaoundé |
| 24 septembre 2021 11 h 00 UTC+1 | Rapport | Score par quart-temps : 7-14, 19-19, 11-12, 20-14 |       |            |  | Palais des sports de Yaoundé, Yaoundé |

| 24 septembre 2021 14 h 00 UTC+1 | Rapport | Égypte                                             | 82-76 | Angola |  | Palais des sports de Yaoundé, Yaoundé |
| 24 septembre 2021 14 h 00 UTC+1 | Rapport | Score par quart-temps : 17-13, 22-18, 18-22, 25-23 |       |        |  | Palais des sports de Yaoundé, Yaoundé |

#### Demi-finales
| 24 septembre 2021 17 h 00 UTC+1 | Rapport | Cameroun                                          | 51-52 | Mali |  | Palais des sports de Yaoundé, Yaoundé |
| 24 septembre 2021 17 h 00 UTC+1 | Rapport | Score par quart-temps : 19-12, 7-11, 12-18, 13-11 |       |      |  | Palais des sports de Yaoundé, Yaoundé |

| 24 septembre 2021 20 h 00 UTC+1 | Rapport | Nigeria                                            | 73-63 | Sénégal |  | Palais des sports de Yaoundé, Yaoundé |
| 24 septembre 2021 20 h 00 UTC+1 | Rapport | Score par quart-temps : 22-11, 23-20, 15-13, 13-19 |       |         |  | Palais des sports de Yaoundé, Yaoundé |

#### Match pour la septième place
| 25 septembre 2021 13 h 00 UTC+1 | Rapport | Angola                                             | 57-62 | Côte d'Ivoire |  | Palais des sports de Yaoundé, Yaoundé |
| 25 septembre 2021 13 h 00 UTC+1 | Rapport | Score par quart-temps : 13-18, 15-18, 17-11, 12-15 |       |               |  | Palais des sports de Yaoundé, Yaoundé |

#### Match pour la cinquième place
| 25 septembre 2021 16 h 00 UTC+1 | Rapport | Égypte                                            | 62-69 | Mozambique |  | Palais des sports de Yaoundé, Yaoundé |
| 25 septembre 2021 16 h 00 UTC+1 | Rapport | Score par quart-temps : 14-18, 8-20, 24-14, 16-17 |       |            |  | Palais des sports de Yaoundé, Yaoundé |

#### Match pour la troisième place
| 26 septembre 2021 15 h 00 UTC+1 | Rapport | Cameroun                                          | 53-49 | Sénégal |  | Palais des sports de Yaoundé, Yaoundé |
| 26 septembre 2021 15 h 00 UTC+1 | Rapport | Score par quart-temps : 12-19, 10-8, 14-11, 17-11 |       |         |  | Palais des sports de Yaoundé, Yaoundé |

#### Finale
| 26 septembre 2021 18 h 00 UTC+1 | Rapport | Mali                                              | 59-70                    | Nigeria                      |  | Palais des sports de Yaoundé, Yaoundé Arbitres : Monicca Nassuuna (UGA), Nadege Zouzou (CIV), Andreia Silva (BRA) |
| 26 septembre 2021 18 h 00 UTC+1 | Rapport | Score par quart-temps : 11-22, 13-9, 14-28, 21-11 |                          |                              |  | Palais des sports de Yaoundé, Yaoundé Arbitres : Monicca Nassuuna (UGA), Nadege Zouzou (CIV), Andreia Silva (BRA) |
| 26 septembre 2021 18 h 00 UTC+1 | Rapport | M. Coulibaly 13 Koné 11 N'Diaye 4                 | Points Rebonds Passes d. | Macaulay 15 Ibekwe 10 Kalu 4 |  | Palais des sports de Yaoundé, Yaoundé Arbitres : Monicca Nassuuna (UGA), Nadege Zouzou (CIV), Andreia Silva (BRA) |

## Classement final
| Place                       | Équipes       | V-D |
| --------------------------- | ------------- | --- |
| Médaille d'or, Afrique      | Nigeria       | 5-0 |
| Médaille d'argent, Afrique  | Mali          | 4-1 |
| Médaille de bronze, Afrique | Cameroun      | 4-1 |
| 4                           | Sénégal       | 3-2 |
| 5                           | Mozambique    | 3-3 |
| 6                           | Égypte        | 3-3 |
| 7                           | Côte d'Ivoire | 3-3 |
| 8                           | Angola        | 2-4 |
| 9                           | Kenya         | 1-2 |
| 10                          | Cap-Vert      | 0-3 |
| 11                          | Tunisie       | 0-3 |
| 12                          | Guinée        | 0-3 |

## Distinctions individuelles
Les distinctions individuelles de cette compétition sont :
- MVP :  Adaora Elonu (NGA)
- Le All-Star Five :  Ezinne Kalu (NGA),  Adaora Elonu (NGA),  Mariam Coulibaly (MLI),  Marina Paule Ewodo (CMR) et  Yacine Diop (SEN).
- Meilleure marqueuse :  Nadine Mohamed (EGY)
- Meilleure rebondeuse :  Tamara Seda (MOZ)
- Meilleure marqueuse à trois-points :  Salimata Berté (CIV)
- Équipe fair-play :  Cap-Vert